# 이국미로의 크로와제
《이국미로의 크로와제》(일본어: 異国迷路のクロワーゼ 이코쿠메이로노 크로와제[*], La croisée dans un labyrinthe étranger)는 타케다 히나타 작품의 일본의 만화이다. 《드래곤 에이지 퓨어》(후지미 쇼보) vol.2부터 연재를 시작해 그 후《월간 드래곤 에이지》로 이동, 2009년 7월호부터 연재중에 있다.
2010년 12월에 텔레비전 애니메이션화가 발표되었으며, 2011년 7월부터 9월까지 방영되었다.

## 줄거리
19세기 후반, 서양에 일본 문화가 유행하던 시절, 혼자서 프랑스로 이민간 일본의 소녀 유네. 파리의 상점가 로아의 플랫폼 (갤러리 드 로아)의 한 상점, 철 공예점 로아의 간판으로 일하게 된 그녀와 가게의 주인인 클로드와의 이야기를 그린 작품이다.

## 등장인물
유네(湯音)
성우 - 토우야마 나오
이 만화의 주인공이자 일본에서 프랑스 파리로 건너온 일본인 여자아이. 일본의 전통복장인 기모노에 겟다(나무 나막신) 차림을 하고 있고 일본풍의 헤어스타일을 가졌으며 일본을 여행중이었던 프랑스 노인 오스카 크로델과 함께 프랑스 파리에 와서 그의 손자가 운영하는 공예점 앙세뉴 뒤 로이에서 점원으로 일하게 된다. 프랑스 문화를 비롯한 서양 문화에 익숙하지 못하여 서투르기는 하지만 치즈를 제대로 먹으려 노력할 정도로 현지 생활에 익숙해지려고 하고 있다.
클로드 크로델(クロード・クローデル)
성우 - 콘도 타카시
프랑스 파리에서 3대째 가업을 잇고 있는 공예점 앙세뉴 뒤로이의 주인이자 오스카 크로델의 손자. 일본을 방문했던 할아버지가 유네를 데려오게 되면서 처음에 어리둥절하고 유네의 서투르고 자국 문화에 익숙하지 못한 모습에 당황감과 불만을 느끼기도 하지만 한편으로는 유네에게 좋은 감정을 갖고 있는 듯하다.
오스카 크로델(オスカー・クローデル)
성우 - 타나카 히데유키
클로드의 할아버지로 일본을 여행하는 중 일본인 소녀 유네를 프랑스로 데리고 오게 되었으며 일본 문화에 어느 정도 익숙해져 있기 때문에 유네와 클로드간의 문화적 충돌을 방지하고 올바르게 지도해 주는 역할을 하고 있다. 한때 앙세뉴 뒤로이의 초대 주인이었으나 지금은 고령의 나이 때문에 은퇴하여 손자인 클로드에게 가게를 물려주었다.
카미유 블랑슈(カミーユ・ブランシュ)
성우 - 야하기 사유리
블랑슈가(家)의 장녀로 느긋하면서도 품격있어 보이는 귀족가문 여식이다. 일본에서 온 유네를 잘 대해주는 편이며 클로드의 소꿉친구로 그에게 마음을 갖고 있다.
알리스 블랑슈(アリス・ブランシュ)
성우 - 유우키 아오이
블랑슈가의 차녀이자 카미유 블랑슈의 여동생으로 일본 문화에 흥미를 가지고 있어서 일본에 관련된 장식품들을 수집하는 취미를 갖고 있으며 일본 소녀 유네도 집사를 통해서 집으로 초대하였던 적이 있다. 클로드에게는 호전적인 편이다.

## 애니메이션
2011년 7월 3일부터 지바 TV, AT-X 등의 방송사를 통해 방영되고 있다. 대한민국에서는 애니플러스가 일본어 음성에 한국어 자막을 덧씌운 채로 방영하고 있다.

### 제작진
- 원작 - 타케다 히나타
- 감독 - 야스다 켄지
- 시리즈 구성·음향감독 - 사토 준이치
- 각본 - 이케다 마미코
- 캐릭터 디자인·총 작화감독 - 이노우에 히데키
- 미술감독 - 카와구치 마사키
- 미술 설정 - 로만 토마, 루가루 얀, 브류네 스타니스라스
- 색채 설정 - 시나지 나나에
- 메인 CG 디자이너 - 고토 히로유키
- 의상 텍스쳐 - 쿠라타 아야코
- 촬영감독 - 이와사키 아츠시, 카토 치에
- 편집 - 고토 마사히로
- 음악 - 코코야
- 음악 프로듀서 - 사쿠라이 유코
- 음악 제작 - Flying Dog
- 음향 제작 - 아오니 프로덕션
- 애니메이션 제작 - 사테라이트
- 제작 - 이국미로의 크로와제 제작위원회 (미디어 팩토리, Flying Dog, 소니 뮤직 커뮤니케이션즈, 아오니 엔터테인먼트, AT-X, 부시로드, 굿 스마일 컴퍼니)

### 주제가
오프닝 테마 〈세계는 춤추어요, 그대와〉(世界は踊るよ、君と。)
작사·작곡 - 치바 하나 / 편곡 - 이치카와 카즈노리
노래 - 요모토 오하나
엔딩 테마 〈지금부터 시작되는 이야기〉(ここから始まる物語)
작사 - 야마구치 미나코 / 작곡 - 마츠우라 미츠오 / 편곡 - 토가리 히사아키
노래 - 유네 (성우 - 토우야마 나오)

## 인터넷 라디오
2011년 6월 10일부터 《이국미로의 크로와제 - 로아의 회랑(갤러리 드 로아)을 걸으면서》라는 제목으로 HiBiKi Radio Station을 통해 전달되고 있다. 갱신일은 매달 둘째, 넷째 주 금요일이다.
진행자
- 토우야마 나오 - 유네 역
- 유우키 아오이 - 앨리스 역